# William Phillips (rugbysta)
William Phillips (ur. 16 sierpnia 1855 w Cardiff, zm. 15 października 1918 tamże) – walijski rugbysta grający w formacji młyna, reprezentant kraju, sędzia i działacz sportowy.
Podczas kariery sportowej związany był z Cardiff RFC, dla którego grał w latach 1876–1895. W sezonie 1879/80 otrzymał funkcję kapitana i utrzymał ją przez trzy sezony. Rozegrał pięć spotkań dla walijskiej reprezentacji, w tym wszystkie trzy w Home Nations Championship 1884.
W Home Nations Championship sędziował dwa spotkania w edycjach 1887 i 1889.
Pełnił rolę wiceprezesa Welsh Rugby Union, a w latach 1887–1907 był walijskim przedstawicielem w IRFB.